# Steindachnerina notonota
Steindachnerina notonota is een straalvinnige vissensoort uit de familie van de brede zalmen (Curimatidae). De wetenschappelijke naam van de soort is voor het eerst geldig gepubliceerd in 1937 door Miranda Ribeiro.